# Španělská vlajka

Španělská vlajka
Poměr stran: 2:3

Španělská národní vlajka
Poměr stran: 2:3

Vlajka Španělska je tvořena listem o poměru stran 2:3 se třemi vodorovnými pruhy v barvách červené, žluté a červené, o poměru šířek 1:2:1. Ve žlutém pruhu je umístěn státní znak o výšce 2/3 šířky vlajky. Znak je na vlajce posunutý blíže k žerdi – jeho svislá osa je od ní vzdálená ½ šířky vlajky (⅓ délky).
Vlajka je odvozená ze středověkého aragonského znaku. Podle nepravdivé legendy západofranský král Karel II. Holý (843–877) po boji s Maury ponořil prsty do krve svého zraněného spojence, aragonského hraběte Wilfreda I., a otřel je o jeho doposud prázdný štít; tak vznikl znak.

Rozměry španělské vlajky
Vlajka španělského krále Poměr stran: 1:1
Vlajka španělského premiéra Poměr stran: 1:1
Španělská lodní vlajka (Naval Jack) Poměr stran: 1:1

Španělská vlajka se užívá – společně s regionálními vlajkami – též na Kanárských ostrovech, Baleárech nebo v severoafrických državách.

## Historie
Červeno-žluto-červená vlajka pro válečné loďstvo byla vytvořená roku 1785 (se znakem Kastilie a Leónu); roku 1793 se stala vlajkou státní. Revoluce z roku 1868 nahradila dolní červený pruh barvou fialovou a královský znak znakem republikánským, ale po pádu republiky se od roku 1875 znovu používala královská vlajka. Druhá republika z let 1931–1939 se vrátila k trikolóře složené ze třech stejně širokých pruhů v barvách červené, žluté a fialové, ale diktátor Franco obnovil už roku 1936 červeno-žluto-červené pruhy v poměru 1:2:1, doplněné do roku 1939 dosavadním republikánským znakem, v letech 1939–1981 znakem frankistickým. Nový znak z roku 1981 má čtvrcený štít, ve kterém jednotlivá pole reprezentují Kastilii (v červeném poli zlatý hrad), León (ve stříbrném poli červený, zlatě lemovaný lev ve skoku), Aragonii (ve zlatém poli čtyři červené pruhy) a Navarru (v červeném poli zlatý řetěz). Zespodu vsunuté stříbrné pole s granátovým jablkem v přirozených barvách patří Granadě. Modrý srdcový štítek s červenou bordurou a se třemi zlatými liliemi (2+1) náleží vládnoucí dynastii. Nad štítem je královská koruna, která se opakuje ještě nad levým stříbrným sloupem doprovázejícím štít, zatímco nad pravým sloupem je císařská koruna. Herkulovy sloupy reprezentují Gibraltar a Ceutu, jsou ovinuté červenými stuhami s devizou PLUS ULTRA. Ve středověku znělo toto heslo Non plus ultra (česky Dále už nic), protože se za Gibraltarem nepředpokládala už žádná zem. Po objevení Ameriky ho však císař Karel V. opravil na Plus ultra (česky Ještě něco dále).

Cross of Burgundy, Burgundský kříž, španělská námořní vlajka (15. až 19. století)[P 1]
Španělská vlajka (1873–1874)
Španělská vlajka (1931–1939)
Španělská vlajka (1936–1938)
Španělská vlajka (1938–1945)
Španělská vlajka (1945–1977)
Španělská vlajka (1977–1981)

## Vlajky španělských autonomních společenství
Španělsko se člení na 17 autonomních společenství (comunidades autónomas) a 2 autonomní města (ciudades autónomas) – Ceuty a Melilly. Všechny subjekty užívají své vlajky.